# کوره قوسی ذوب مجدد تحت خلأ
کوره قوسی ذوب مجدد تحت خلأ فرایند ذوب مجدد قوسی تحت خلأ به‌طور گسترده برای خالص سازی آلیاژهای متعدد مانند آلیاژهای فولاد ضدزنگ٬نیکل و آلیاژهای مبتنی بر تیتانیوم استفاده می‌شود. این فرایند در ابتدا به عنوان روش ذوب سوپرآلیاژها استفاده می‌شد. اما امروزه این روش در بسیاری از صنابع جهت تولید آلیاژهای مرغوب که ساختار یکنواخت٬استحکام خستگی و تافنس بالا مورد توجه باشد استفاده می‌شود.
کوره VAR اغلب در کاربردهای با ارزش بالا استفاده می‌شود. اساساً VAR یک پروسه اضافه بر فرایند ساخت با هدف بهبود کیفیت است.
از آنجا که این فرایند همزمان هم تولید را بالا می‌برد و هم هزینه را افزایش می‌دهد، بخش عمده‌ای از آلیاژهای تجاری تحت این فرایند قرار نمی‌گیرند. فولادهای خاص و تیتانیم آلیاژهایی هستند که اغلب با این روش تولید می‌شوند.
در این فرایند یک الکترود مصرف شدنی که توسط ذوب القایی تحت خلأ ریخته‌گری شده‌است به‌طور پیوسته به وسیله جرقی‌زنی تحت خلأ ذوب مجدد می‌شود. عمل جرقه‌زنی در اثر اختلاف پتانسیل ایجاد شده بین انتهای الکترود و قالب مسی است که زیر آن واقع شده‌است و به دلیل حرارت زیاد تولید شده در این عمل الکترود به تدریج ذوب مجدد می‌شود. در نهایت یک شمش جدید برروی قالب مسی که با آب خنک می‌شود تشکیل می‌شود.

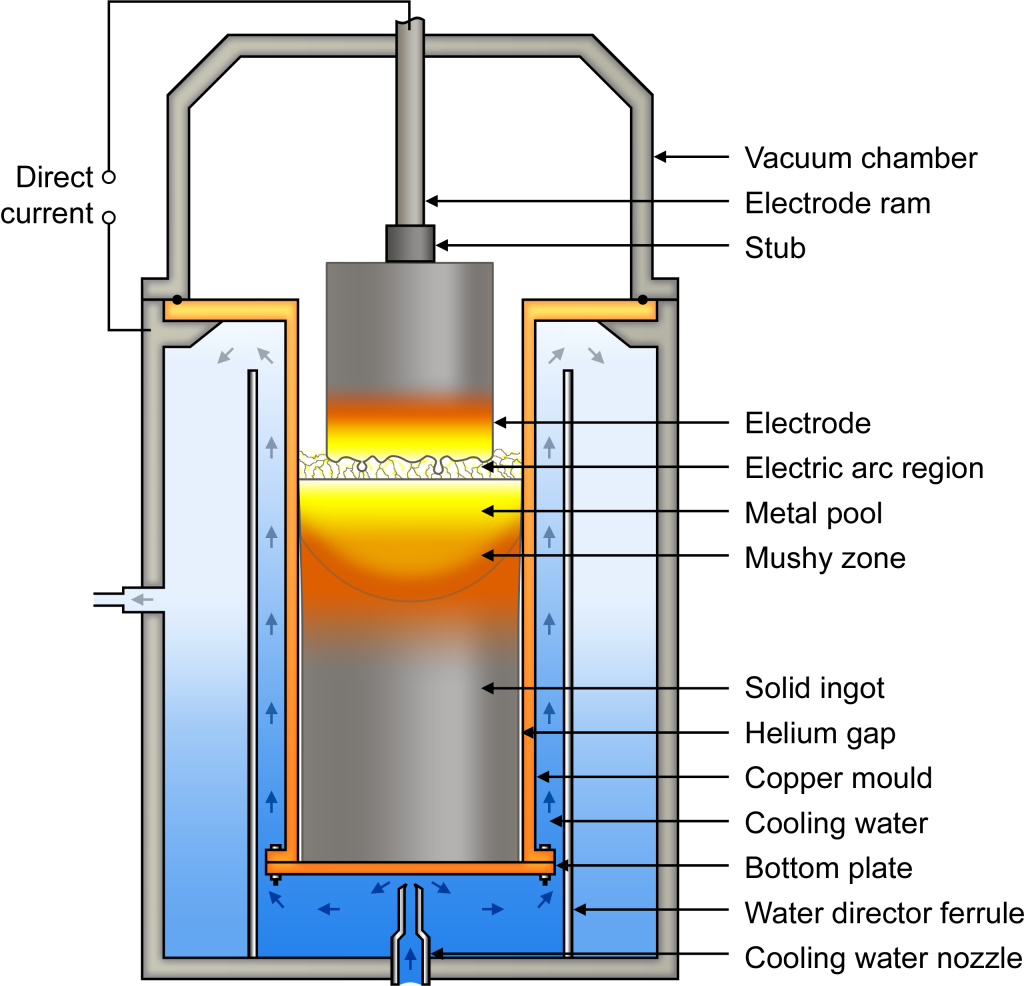
تصویر یک کوره VAR

## شرح فرایند

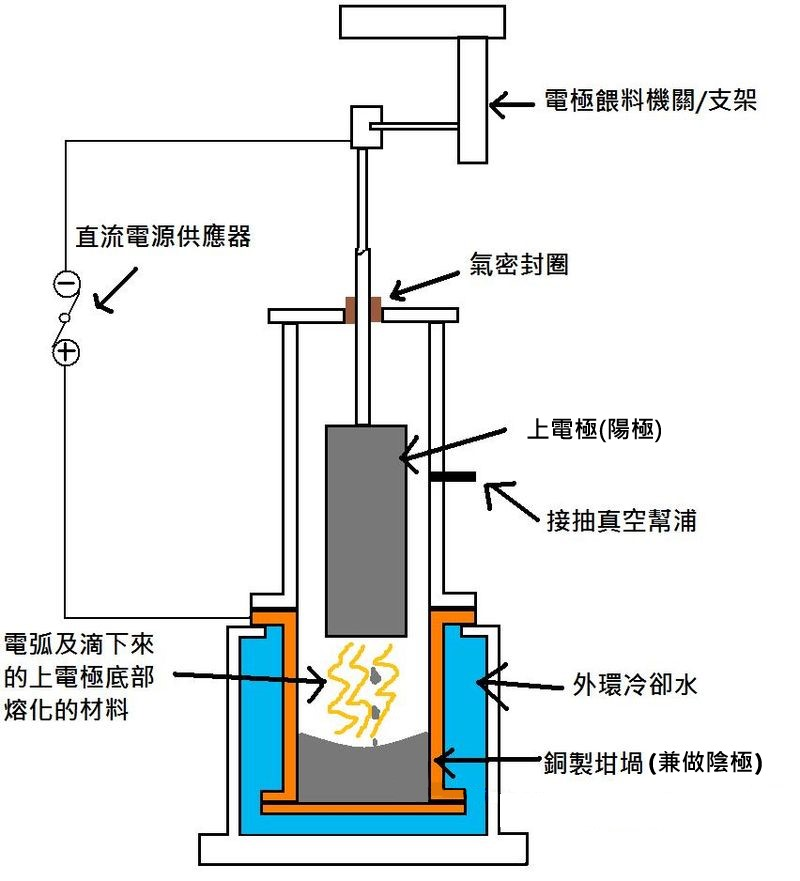
کوره قوسی ذوب مجدد تحت خلأ

فرآ یند VAR به دلیل داشتن قالبی آبگرد، ساختار انجمادی جهت داری ایجاد می‌کند. عامل قوس باعث شکست حرارتی ترکیب‌های اکسیدی و نیتریدی موجود در نمونه شده و آنها را به‌طور یکنواخت در زمینه مارتنزیتی پخش می‌کند. همچنین قوس می‌تواند بخشی از ترکیب‌های موجود در فولاد را تجزیه حرارتی کند. در ادامه عامل خلاء باعث خروج اتم‌های گازی محلول و نیز گازهای حاصل از تجزیه حرارتی ترکیبات می‌گردد.
نقاط کاتدی با اندازه‌های بین ۱ تا ۱۰۰ میکرومتر، مراکز تولید پلاسما هستند که از آنجا الکترون‌ها یا یون‌ها به ناحیه پلاسمای خلاء گسیل می‌شوند. هر نقطه کاتدی دارای مقدار زیادی جریان الکتریکی است، که در آن دما به‌طور قابل توجهی بالا است (~ 1-1.2 eV مربوط به 11000 K تا 14000 K است). در این رویکرد، حرکت لکه‌ها با ترکیبی از حرکت تصادفی و رانش در جهت معکوس فرض می‌شود.
رفتار پلاسمای خلاء نقش مهمی در کیفیت شمش نهایی دارد. دو حالت قوس شناخته شده‌است، یعنی پراکنده و منقبض. نقاط کاتدی تمام سطح الکترود را در حالت انتشاری اشغال می‌کنند. در مقابل، آنها یک خوشه را روی بخش کوچکی از سطح الکترود تشکیل می‌دهند تا یک ستون باریک از قوس منقبض را ایجاد کنند. در فرایند VAR، حالت قوس مورد نظر یک قوس انتشاری است تا از توزیع نسبتاً صاف و یکنواخت شار حرارتی به حوضچه مذاب اطمینان حاصل کند. تشکیل نقایص انجماد یا همان عیوب ریخته‌گری در VAR اغلب به یک قوس انقباضی مربوط می‌شود. با افزایش طول شکاف، احتمال تشکیل یک قوس منقبض افزایش می‌یابد. علاوه بر این، یک میدان مغناطیسی خارجی می‌تواند به‌طور قابل توجهی بر رفتار قوس از جمله شعاع و سرعت قوس تأثیر بگذارد. علاوه بر این، اصطکاک بین یون‌ها و الکترون‌ها جت پلاسما را تسریع می‌کند.
تبادل حرارت تابشی بین الکترود، شمش و قالب به پیکربندی فرایند از جمله قطر الکترود و قطر قالب و طول شکاف بستگی دارد. با افزایش نرخ پر شدن و کاهش طول شکاف، اتلاف انرژی به قالب از طریق تشعشع کاهش می‌یابد. علاوه بر این، تعداد قوس‌های جانبی به‌طور قابل توجهی تعادل حرارتی تشعشع را در ناحیه خلاء تغییر می‌دهد.
میدان جریان در حوضچه مذاب بر رفتار انجماد شمش تأثیر می‌گذارد. توزیع قوس روی سطح شمش بر میدان جریان در حوضچه مذاب تأثیر می‌گذارد. جریان متلاطم در حوضچه مذاب توسط نیروی شناور گرما حلقوی و نیروی لورنتس که از میدان‌های مغناطیسی خود القایی و خارجی منشأ می‌گیرد، هدایت می‌شود. تغییرات ملایم در مقدار جریان تحمیلی یا تغییرات ضعیف در میدان مغناطیسی خارجی می‌تواند به‌طور چشمگیری الگوی جریان در حوضچه مذاب VAR را تغییر دهد.

## موارد استفاده و کاربردها

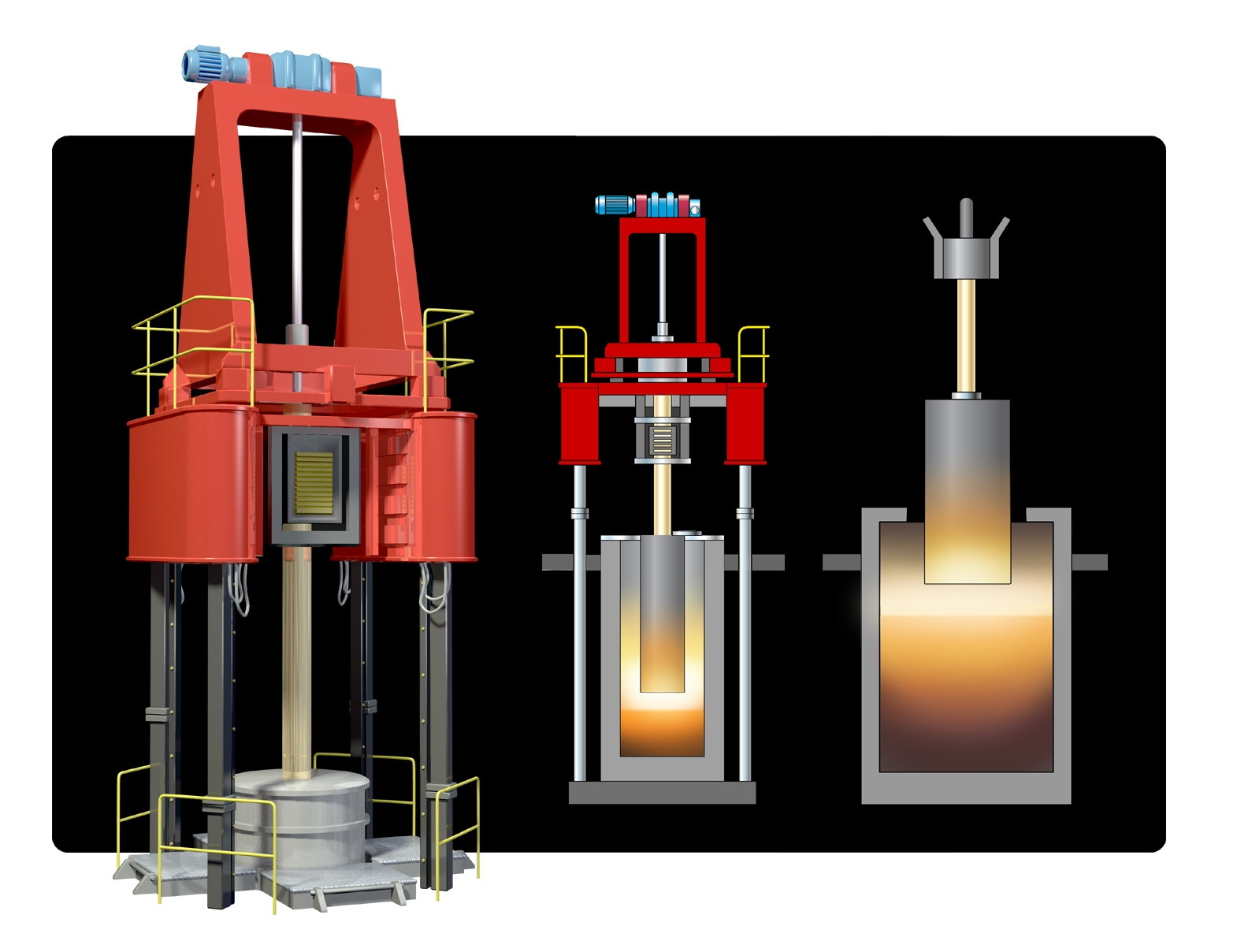
تصویر کوره ESR - فرآیندی دیگر به منظور ذوب مجدد

فولادهای زنگ نزن
- ۱۵–۵
- ۱۳–۸
- ۱۷–۴
- ۳۰۴
- ۳۱۶

فولادهای آلیاژی
- ۹۳۱۰
- ۴۳۴۰ & 4330+V
- ۳۰۰M
- AF1410
- Aermet ۱۰۰
- M50
- BG42

فولادهای ماریجینگ
- UT-18
- HP 9-4-30
- تیتانیم
- Ti-6Al-4V
- Ti-10V-2Al-3Fe
- Ti-5Al-5V-5Mo-3Cr

اینوار
نایتینول
سوپرآلیاژهای پایه نیکل
- آلیاژهای اینکونل
- آلیاژهای رنه
- RR1000

زیرکونیوم
نیوبیوم
پلاتین
تانتالوم
رئودیوم